# Bugaj (Kliszów)
Bugaj – część wsi Kliszów w Polsce, położona w województwie świętokrzyskim, w powiecie pińczowskim, w gminie Kije.
W latach 1975–1998 Bugaj administracyjnie należał do województwa kieleckiego.